# Karkira
Karkira – miejscowość w Egipcie, w muhafazie Ad-Dakahlijja. W 2006 roku liczyła 6902 mieszkańców.